# Hippolyte Lucas (écrivain)
Pour les articles homonymes, voir Hippolyte Lucas.
Hippolyte Lucas, né le 20 décembre 1807 à Rennes et mort le 16 novembre 1878 à Paris 4e, est un poète, romancier, critique dramatique, historien, dramaturge et conservateur français.

## Biographie
Fils de Jeanne Gay et de Joseph Lucas, avoué à la cour d’appel, Lucas n’était nullement destiné par sa famille à suivre la carrière littéraire. Après avoir fait toutes ses études au collège de sa ville natale, et y avoir même commencé son cours de droit, il monte à Paris vers l’âge de dix-neuf ans pour passer ses derniers examens et se faire recevoir avocat. Plus assidu aux dix-neuf théâtres de Paris et de sa banlieue qu’à la place du Panthéon, dont il ne prenait le chemin que les jours où il fallait réclamer des professeurs les certificats d’assiduité, il est néanmoins reçu avocat.
Retourné chez lui, préférant la poésie au droit, il fait des vers au lieu de suivre le barreau. Remonté à Paris sous prétexte de faire un doctorat en droit, il se remet à fréquenter assidûment toutes les représentations théâtrales, depuis l’Opéra jusqu’au théâtre du Luxembourg. Il entre dans la carrière des lettres en mettant à profit ses relations de parenté avec le rédacteur en chef Paul-François Dubois, pour entrer dans le principal organe du romantisme en France de l’époque alors très en vogue, le Globe, comme traducteur, de l’anglais en français, des séances du parlement britannique, ainsi que des articles les plus remarquables de la Revue d’Édimbourg.
Pour faire diversion à cette fastidieuse occupation, il commence la composition d’un drame en vers tiré du Corsaire de Lord Byron, en collaboration avec son ami Évariste Boulay-Paty, récent lauréat de l’Académie Française pour son Ode à l’Arc de triomphe. Présenté à Harel, directeur de l’Odéon, celui-ci déclare le poème dramatique injouable, mais récompense le mérite littéraire des deux jeunes auteurs, en leur accordant leurs entrées à l’Odéon.
Après la révolution de juillet, la direction du Globe, qui avait perdu presque tous ses rédacteurs, entrés au pouvoir ou dans l’administration, ayant été reprise par les saint-simoniens, qui voulaient en faire leur tribune religieuse, Lucas quitte le journal et retourne chez lui, où il s’implique dans  la Revue de Bretagne, dont il signe la première préface, suivie d’articles sur les mœurs de la Basse-Bretagne, de portraits historiques et d’esquisses de mœurs qui ont été reproduites par un assez grand nombre de journaux.
En 1834, revenu à Paris, après la mort de son père, il publie avec succès un premier volume intitulé : le Cœur et le Monde, comprenant quelques unes des nouvelles publiées dans la Revue de Bretagne, contes, récits teintés de romantisme, poèmes. Il entre au Cabinet de lecture, au Voleur et à la Revue du Théâtre. Mis par hasard en relation avec Cauchois Lemaire, alors rédacteur en chef du Bon Sens, il entre à la rédaction de ce journal, dont il assure bientôt entièrement la critique dramatique. À partir de cette époque, le jeune journaliste, dont les articles remarqués autant pour leur impartialité que par leur mérite littéraire, voit s’ouvrir pour lui les colonnes d'un grand nombre de journaux. N’acceptant d’écrire que dans ceux dont il partageait l’opinion politique, il a le plus constamment travaillé pour le Bon Sens, où il s’est lié avec le socialiste Louis Blanc, le Siècle, le National et le Charivari.
En 1836, alors qu’il rédige un grand nombre de critiques théâtrales, il publie Caractères et portraits de femmes, qui lui a valu d’être comparé par Félix Pyat à La Bruyère. Lorsqu’il rendait compte des premières représentations du Théâtre-Français à trois journaux différents, au Bon Sens, au Siècle et à l’Artiste, il ne se répétait aucunement, et seul le jugement était identique dans les trois feuilletons. Ayant quitté, avec toute la rédaction, le Bon Sens, dont le propriétaire avait voulu changer l’opinion, après la disparition de Victor Rodde, il a remplacé quelque temps, Hippolyte Rolle au National, pendant un voyage de ce rédacteur. En restituant le feuilleton dramatique à son chef d’emploi, il est néanmoins resté au nombre des collaborateurs du National.
Fin 1837, il a été au nombre des fondateurs de la Société des gens de lettres et a fait partie du premier comité. En 1838, il s’essaie au roman en publiant l’Inconstance, satire de la société contemporaine qui a obtenu un succès durable auprès de la presse et du public, puis le Collier de perles, des poésies dans Heures d’amour. En 1842, il aborde le théâtre en donnant à l’Odéon, la comédie en un acte et en vers la Double épreuve. Il aura de nombreux succès avec une quarante comédies, drames, vaudevilles puisant leur inspiration dans les théâtres anglais de Shakespeare, Moore, espagnol de Lope de Vega (l’Hameçon de Phénice), Calderon (le Médecin de son honneur) ou Alarcon (le Tisserand de Ségovie), ou antique d’Aristophane (Les Nuées), a eu quarante-cinq pièces jouées sur les premiers théâtres de Paris. Il compose également des livrets d’opéra et d’opéra-comique pour les compositeurs Adolphe Adam (la Bouquetière), Félicien David, Victor Massé, Donizetti (Maria Padilla), Balfe (l’Étoile de Séville) Edmond Membrée, Adolphe Vogel (le Siège de Leyde)… Le 29 mai 1853, il donne, à l’Ambigu-Comique, sous le titre le Ciel et l’Enfer une adaptation en féerie avec musique de la Légende du beau Pécopin et de la belle Bauldour dont il fait le livret en collaboration avec Victor Hugo, auquel il est allé rendre visite à Guernesey.
Il a mis, de surcroit, à profit le loisir que lui laissait son travail littéraire et critique, pour se livrer à des études  historiques en publiant, en 1843, une Histoire philosophique et littéraire du théâtre français, qui sera complétée jusqu’à l’époque moderne par son fils, et en 1847, Histoire des guerres civiles, avec Laponneraye. À la démission d’Alexandre-Louis Vedel de la direction de la Comédie-Française, sa candidature est mise en avant et vivement appuyée par la presse. Le comité de la Société des gens de lettres adressera même une lettre au ministre à ce sujet, mais aucun directeur ne sera nommé. Ce « prince de la critique », d’après Jules Simon, qu’Auguste Brizeux revendiquait comme « un frère en poésie » correspondait, outre Victor Hugo, avec Lamartine, Sainte-Beuve, Dumas, Gautier, Vigny, Nerval.
Entré à la bibliothèque de l'Arsenal, le 18 février 1850, où il restera bibliothécaire jusqu’à sa mort, il reçoit nombre de notabilités de toutes sortes, telles qu’Émile Augier, le baron de Saint-Albin, Xavier Aubryet, Busson-Billault. le maestro Bazzoni (it), Ballande, Alfred Busquet, le général Beuret, La Bédollière, Léon Bochet, Philarète Chasles, Champfleury, Amédée de Césena, le docteur Cabarrus, Jules Cohen, Carmouche, Dantan, Gustave Doré, Camille Doucet, Félicien David, Louis Énault, Édouard Fournier, M. et Mme Louis Figuier, Paul Féval, Dardenne de la Grangerie, Grégory Ganesco, Arsène Houssaye, la marquise de Beaumont, la vicomtesse Beuret, la vicomtesse de Brèche, Havin, Dumas fils, de Saint-Georges, etc. En villégiature dans sa maison de campagne, le Temple du Cerisier, lorsqu’éclate la guerre de 1870, dès qu’il a appris que Paris allait être investi, il s’est hâté de retourner à son poste pour ne plus le quitter, laissant sa femme au Cerisier. Alors que les obus prussiens n’avaient pas réussi à l’endommager pendant le siège, lorsque l’Arsenal a failli devenir la proie des flammes, pendant la semaine sanglante, il a donné l’exemple du zèle et du dévouement, en ne reculant devant aucun danger personnel, pour sauver l’établissement environné de toute part par les flammes dont il avait la charge.
Mort dans son appartement de fonction à l’Arsenal, il a été, à l’issue de ses obsèques, célébrées en l’église Saint-Paul, inhumé au Père-Lachaise, où Edmond About, au nom de la Société des gens de lettres, Édouard Cadol, au nom de la Société des auteurs et compositeurs dramatiques, et Édouard Thierry, au nom des bibliothécaires de l’Arsenal, ont prononcé une allocution sur sa tombe. La vente de sa collection d’autographes, notamment de Voltaire, Victor Hugo, Louise Colet a rapporté 3 000 francs à sa veuve.
Son fils Léo Lucas a entretenu sa mémoire et offert en 1911 les manuscrits de son père à la Bibliothèque de Rennes Métropole (Les Champs Libres), avant de léguer sa bibliothèque et un ensemble de coupures de presse, à sa mort, en 1924. Ce fonds est constitué des manuscrits littéraires d’Hippolyte Lucas, ainsi que d’autres documents écrits et iconographiques, dont treize volumes reliés de la correspondance qu’il entretenait avec des artistes et des musiciens, des textes et partitions d’opéras, d’opéras-comiques et de comédies et des photographies d’auteurs dramatiques, d’acteurs, d’actrices et de danseuses de la période 1852-1875.
Sa ville natale a honoré sa mémoire avec une inscription commémorative sur sa maison natale et donné son nom à une de ses rues. Son buste est placé dans les musées de Rennes et de Saint-Malo. Par ordonnance royale du 6 mai 1846, sur la proposition du ministre Salvandy, il avait été nommé chevalier de la Légion d’honneur et, le 5 mars 1847, chevalier de l’ordre de la Couronne de chêne, par le roi des Pays-Bas.

## Caricatures et railleries
L'homme à tête plate de Daumier, conservé à l'assemblée nationale, est une caricature d'Hippolyte Lucas. Lucas a collaboré comme critique au Charivari de même qu'Honoré Daumier. Il est représenté le visage enfoncé dans un grand col, portant une énorme moustache et affublé d'un nez disproportionné ainsi que d'yeux globuleux.
Le poète parnassien Banville aimait se moquer de son nez « immoral » ; Charles le Goffic force le trait, « Hyacinthe (comédien) et lui possédaient les deux plus beaux nez de Paris ; s’étant assis un jour en face l’un de l’autre, à la même table, ils durent reculer leurs chaises pour éviter un désobligeant télescopage ». La comédienne Mademoiselle Mars, protégée de Napoléon, évoque également le « nasifère » dans une lettre. Banville a écrit : 
Le mur lui-même semble enrhumé du cerveau.  

Bocage a passé là. L'Odéon, noir caveau,  

Dans ses vastes dodécaèdres   

Voit verdoyer la mousse. Aux fentes des pignons  

Pourrissent les lichens et les grands champignons  

Bien plus robustes que des cèdres.

Tout est désert. Mais non, suspendu, sans clocher,  

Le grand nez de Lucas fend l'air comme un clocher.  

Trop passionné pour Racine.
— Odéon, Odes Funambulesques
Nadar a croqué Lucas dans Les Binettes contemporaines de Commerson. Charles Le Goffic en fait un portrait teinté d'humour.
Répondant à Maxime Du Camp qui le presse d'aller à Paris, Flaubert répond : « arriver, à quoi ?, à la position de MM Murger, Feuillet, Monselet, etc etc, Arsène Houssaye, Taxile Delord, Hippolyte Lucas et 72 autres avec ? merci »

## Œuvres

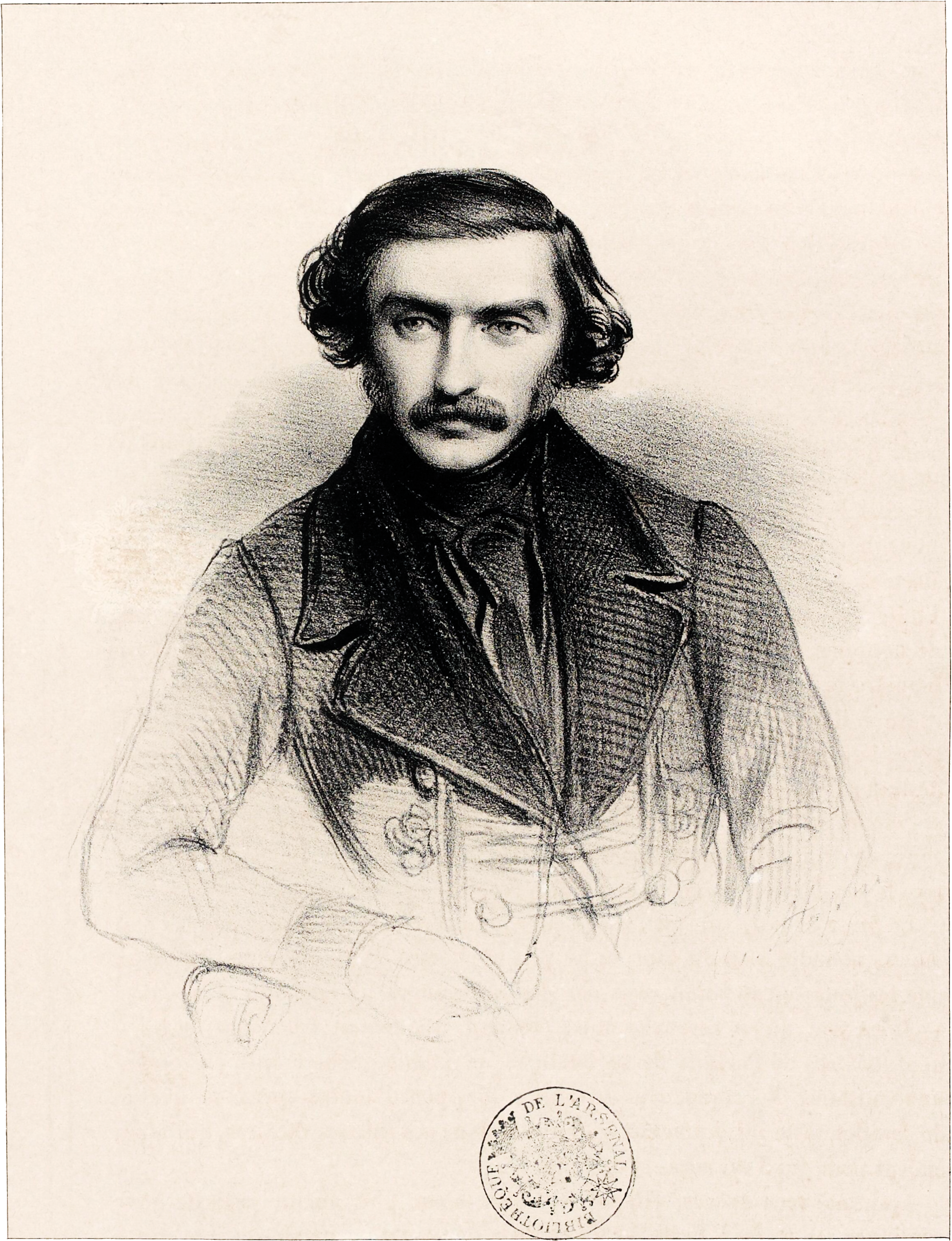
Dessin d’Alophe pour la Galerie des gens de lettres au XIXe siècle.

- Le Cœur et le monde, nouvelles, 1834.
- Caractères et portraits de femmes, nouvelles, 1836.
- L'Inconstance, roman, 1838.
- La Double Épreuve, comédie en un acte et en vers, 1842.
- Une aventure suédoise, drame en un acte et en vers 1842.
- Bélisaire, opéra en quatre actes, musique de Donizetti. 1842.
- Maria Padilla, opéra en quatre actes, musique de Donizetti, 1843.
- Linda de Chamouny, opéra en trois actes, musique de Donizetti.
- L'Hameçon de Phénice, comédie en un acte et en vers, imitée de Lope de Vega, 1843.
- Heures d'amour, poésies, 1844.
- Almanach de tout le monde, contenant l'histoire et la vie populaire de Molière, 1844.
- Le Médecin de son honneur, drame en trois actes et en vers, imité de Calderon, 1844.
- Champmeslé, comédie en un acte et en vers, 1844.
- Les Nuées, comédie en deux actes et en vers, imitée d'Aristophane, 1844.
- Le Tisserand de Ségovie, drame en trois actes et en vers, 1844.
- Le Collier de perles, 1845.
- L'Étoile de Séville, opéra en quatre actes, 1845.
- Histoire des guerres civiles de France depuis les temps mérovingiens jusqu'à nos jours, 2 tomes, (avec Albert Laponneraye), Paris, bureau de la Société de l'industrie fraternelle, 1847.
- La Bouquetière : opéra en un acte, paroles d'Hippolyte Lucas, musique d'Adolphe Adam, Paris, Michel-Lévy frères, Bibliothèque dramatique, coll. « Théâtre moderne », 1847 (lire en ligne sur Gallica).
- Diable ou femme, comédie en un acte et en vers, 1847.
- Mademoiselle Navarre, comédie en un acte, 1847.
- Alceste, comédie en trois actes, en vers, 1847.
- Le Collier du roi, drame en un acte, en vers, 1848.
- Rachel, ou la Belle Juive, drame en trois actes, en vers, 1849, 1855
- avec Honoré Jacquinot et Jules Dumont d'Urville (dir.), Voyage au Pôle Sud et dans l'Océanie, sur les corvettes "l'Astrolabe" et "la Zélée", t. 3, Paris (lire en ligne sur Gallica).
- Curiosités dramatiques et littéraires, Paris, Garnier frères, 1855 (lire en ligne sur Gallica).
- Lalla-Roukh, opéra-comique en deux actes, livret de Michel Carré et Hippolyte Lucas, musique de Félicien David, créé le 12 mai 1862.
- Chants de divers pays, poésies inédites, publiés par Léo Lucas et Olivier de Gourcuff, Nantes, Société des bibliophiles bretons et de l'histoire de Bretagne, collection Petite bibliothèque bretonne, 1893.
- Histoire des guerres civiles de France depuis les temps mérovingiens jusqu'à nos jours, t. 1, Paris (lire en ligne sur Gallica), t. 2 sur Gallica,.
- Buste de Daumier.
- Chants de divers pays, Paris (lire en ligne sur Gallica).

### Histoire
- Histoire philosophique et littéraire du théâtre français depuis son origine, Paris, Ernest Flammarion, 1843, 348 ; 341 ; 206 p., 3 vol. ; in-12 (OCLC 1254865895), t. 1 sur Gallica, , t. 2 sur Gallica, t. 3 sur Gallica.
- avec Albert Laponneraye, Histoire des guerres civiles de France depuis les temps mérovingiens jusqu’à nos jours, Paris, Société de l’industrie fraternelle, 1847, 563 ; 563 p., 2 vol. : illustr. ; in-8º, lire en ligne sur Gallica, t. 2 sur Gallica.

### Autres
- Correspondance d’Hippolyte Lucas pendant le Siège et la Commune (préf. Léo Lucas), Vannes, Lafolye, 1900, 36 p., in-8º (OCLC 965216842, lire en ligne sur Gallica).